# Ministri dei trasporti della Danimarca
I ministri dei trasporti della Danimarca dal 1894 ad oggi sono i seguenti.

## Lista
| Ministro                                     | Ministro          | Ministro                                  | Partito                           | Governo                       | Mandato           | Mandato           |
| Ministro                                     | Ministro          | Ministro                                  | Partito                           | Governo                       | Inizio            | Fine              |
| -------------------------------------------- | ----------------- | ----------------------------------------- | --------------------------------- | ----------------------------- | ----------------- | ----------------- |
| Lavori pubblici                              |                   |                                           |                                   |                               |                   |                   |
|                                              |                   | Hans Peter Ingerslev (1831-1896)          | Højre                             | Estrup                        | 15 gennaio 1894   | 7 agosto 1894     |
| Reedtz-Thott                                 | 7 agosto 1894     | Hans Peter Ingerslev (1831-1896)          | Højre                             | 20 aprile 1896†               |                   |                   |
| Reedtz-Thott                                 |                   |                                           | Hugo Egmont Hørring (1842-1909)   | Højre                         | 20 aprile 1896    | 22 maggio 1896    |
| Reedtz-Thott                                 | vacante           | vacante                                   | vacante                           | vacante                       | 22 maggio 1896    | 23 maggio 1897    |
| Hørring                                      | vacante           | vacante                                   | vacante                           | vacante                       | 23 maggio 1897    | 27 aprile 1900    |
|                                              |                   | Christian Juul-Rysensteen (1838-1907)     | Højre                             | Sehested                      | 27 aprile 1900    | 24 luglio 1901    |
|                                              |                   | Viggo Hørup (1841-1902)                   | Partito della Sinistra Riformista | Deuntzer                      | 24 luglio 1901    | 15 febbraio 1902  |
|                                              |                   | Christopher Hage (1848-1930)              | Partito della Sinistra Riformista | Deuntzer                      | 15 febbraio 1902  | 14 gennaio 1905   |
|                                              |                   | Svend Høgsbro (1855-1910)                 | Partito della Sinistra Riformista | Christensen I                 | 14 gennaio 1905   | 24 luglio 1908    |
|                                              |                   | Jens Jensen-Sønderup (1862-1949)          | Partito della Sinistra Riformista | Christensen II                | 24 luglio 1908    | 12 ottobre 1908   |
| Neergaard I                                  | 12 ottobre 1908   | Jens Jensen-Sønderup (1862-1949)          | Partito della Sinistra Riformista | 16 agosto 1909                |                   |                   |
|                                              |                   | Thomas Larsen (1854-1944)                 | Partito della Sinistra Riformista | Holstein-Ledreborg            | 16 agosto 1909    | 28 ottobre 1909   |
|                                              |                   | Jens Jørgen Jensen-Onsted (1860-1933)     | Partito Social-Liberale Danese    | Zahle I                       | 28 ottobre 1909   | 2 febbraio 1910   |
|                                              |                   | Wilhelm Weimann (ad interim) (1868-1942)  | Indipendente                      | Zahle I                       | 2 febbraio 1910   | 5 luglio 1910     |
|                                              |                   | Thomas Larsen (1854-1944)                 | Partito della Sinistra Riformista | Berntsen                      | 5 luglio 1910     | 21 giugno 1913    |
|                                              |                   | Jens Hassing-Jørgensen (1872-1952)        | Sinistra Radicale                 | Zahle II                      | 21 giugno 1913    | 30 marzo 1920     |
|                                              |                   | Niels Christensen Monberg (1856-1930)     | Indipendente                      | Liebe                         | 30 marzo 1920     | 5 aprile 1920     |
|                                              |                   | Kristen Riis-Hansen (1876-1937)           | Indipendente                      | Friis                         | 5 aprile 1920     | 5 maggio 1920     |
|                                              |                   | Marius Abel Nielsen Slebsager (1874-1962) | Venstre                           | Neergaard II                  | 5 maggio 1920     | 9 ottobre 1922    |
| Neergaard III                                | 9 ottobre 1922    | Marius Abel Nielsen Slebsager (1874-1962) | Venstre                           | 23 aprile 1924                |                   |                   |
|                                              |                   | Johannes Friis-Skotte (1874-1946)         | Federazione Socialdemocratica     | Stauning I                    | 23 aprile 1924    | 14 dicembre 1926  |
|                                              |                   | Johannes Stensballe (1874-1956)           | Venstre                           | Madsen-Mygdal                 | 14 dicembre 1926  | 30 aprile 1929    |
|                                              |                   | Johannes Friis-Skotte (1874-1946)         | Federazione Socialdemocratica     | Stauning II                   | 30 aprile 1929    | 4 novembre 1935   |
|                                              |                   | Niels Peter Fisker (1886-1939)            | Federazione Socialdemocratica     | Stauning III                  | 4 novembre 1935   | 15 settembre 1939 |
|                                              |                   | Axel Ingvard Sørensen (1882-1947)         | Federazione Socialdemocratica     | Stauning IV                   | 15 settembre 1939 | 10 aprile 1940    |
| Stauning V                                   | 10 aprile 1940    | Axel Ingvard Sørensen (1882-1947)         | Federazione Socialdemocratica     | 8 luglio 1940                 |                   |                   |
|                                              |                   | Gunnar Larsen (1902-1973)                 | Indipendente                      | Stauning VI                   | 8 luglio 1940     | 4 maggio 1942     |
| Buhl I                                       | 4 maggio 1942     | Gunnar Larsen (1902-1973)                 | Indipendente                      | 9 novembre 1942               |                   |                   |
| Scavenius                                    | 9 novembre 1942   | Gunnar Larsen (1902-1973)                 | Indipendente                      | 5 maggio 1945                 |                   |                   |
| Traffico                                     |                   |                                           |                                   |                               |                   |                   |
|                                              |                   | Alfred Jensen (1903-1988)                 | Partito Comunista di Danimarca    | Buhl II                       | 5 maggio 1945     | 7 novembre 1945   |
| Lavori pubblici                              |                   |                                           |                                   |                               |                   |                   |
|                                              |                   | Niels Elgaard (1879-1963)                 | Venstre                           | Kristensen                    | 7 novembre 1945   | 13 novembre 1947  |
|                                              |                   | Carl Petersen (1894-1984)                 | Federazione Socialdemocratica     | Hedtoft I                     | 13 novembre 1947  | 16 settembre 1950 |
|                                              |                   | Frede Nielsen (1891-1954)                 | Federazione Socialdemocratica     | Hedtoft II                    | 16 settembre 1950 | 30 ottobre 1950   |
|                                              |                   | Victor Larsen (1890-1953)                 | Partito Popolare Conservatore     | Eriksen                       | 30 ottobre 1950   | 24 aprile 1952†   |
| vacante                                      | vacante           | vacante                                   | vacante                           | Eriksen                       | 24 aprile 1952    | 30 aprile 1952    |
|                                              |                   | Jørgen Jørgensen (1891-1963)              | Partito Popolare Conservatore     | Eriksen                       | 30 aprile 1952    | 30 settembre 1953 |
|                                              |                   | Carl Petersen (1894-1984)                 | Federazione Socialdemocratica     | Hedtoft III                   | 30 settembre 1953 | 1º febbraio 1955  |
| Hansen I                                     | 1º febbraio 1955  | Carl Petersen (1894-1984)                 | Federazione Socialdemocratica     | 30 agosto 1955                |                   |                   |
| Hansen I                                     |                   |                                           | Kai Lindberg (1899-1985)          | Federazione Socialdemocratica | 30 agosto 1955    | 28 maggio 1957    |
| Hansen II                                    | 28 maggio 1957    | 21 febbraio 1960                          | Kai Lindberg (1899-1985)          | Federazione Socialdemocratica |                   |                   |
| Kampmann I                                   | 21 febbraio 1960  | 18 novembre 1960                          | Kai Lindberg (1899-1985)          | Federazione Socialdemocratica |                   |                   |
| Kampmann II                                  | 18 novembre 1960  | 3 settembre 1962                          | Kai Lindberg (1899-1985)          | Federazione Socialdemocratica |                   |                   |
| Krag I                                       | 3 settembre 1962  | 26 settembre 1964                         | Kai Lindberg (1899-1985)          | Federazione Socialdemocratica |                   |                   |
| Krag II                                      | 26 settembre 1964 | 28 novembre 1966                          | Kai Lindberg (1899-1985)          | Federazione Socialdemocratica |                   |                   |
| Krag II                                      |                   |                                           | Svend Horn (1906-1992)            | Socialdemocrazia              | 28 novembre 1966  | 2 febbraio 1968   |
|                                              |                   | Ove Guldberg (1918-2008)                  | Venstre                           | Baunsgaard                    | 2 febbraio 1968   | 11 ottobre 1971   |
|                                              |                   | Jens Kampmann (1937)                      | Socialdemocrazia                  | Krag III                      | 11 ottobre 1971   | 5 ottobre 1972    |
| Jørgensen I                                  | 5 ottobre 1972    | Jens Kampmann (1937)                      | Socialdemocrazia                  | 19 dicembre 1973              |                   |                   |
|                                              |                   | Kresten Damsgaard (1903-1992)             | Venstre                           | Hartling                      | 19 dicembre 1973  | 13 febbraio 1975  |
|                                              |                   | Niels Matthiasen (1924-1980)              | Socialdemocrazia                  | Jørgensen II                  | 13 febbraio 1975  | 26 febbraio 1977  |
|                                              |                   | Kjeld Olesen (1932-2024)                  | Socialdemocrazia                  | Jørgensen II                  | 26 febbraio 1977  | 30 agosto 1978    |
|                                              |                   | Ivar Hansen (1938-2003)                   | Venstre                           | Jørgensen III                 | 30 agosto 1978    | 26 ottobre 1979   |
|                                              |                   | Jens Risgaard Knudsen (1925-1997)         | Socialdemocrazia                  | Jørgensen IV                  | 26 ottobre 1979   | 15 ottobre 1981   |
|                                              |                   | Knud Heinesen (1932-2025)                 | Socialdemocrazia                  | Jørgensen IV                  | 15 ottobre 1981   | 30 dicembre 1981  |
|                                              |                   | Jens Kristian Hansen (1926-2024)          | Socialdemocrazia                  | Jørgensen V                   | 30 dicembre 1981  | 10 settembre 1982 |
|                                              |                   | Arne Melchior (1924-2016)                 | Democratici di Centro             | Schlüter I                    | 10 settembre 1982 | 14 agosto 1986    |
|                                              |                   | Frode Nør Christensen (1948)              | Democratici di Centro             | Schlüter I                    | 14 agosto 1986    | 10 settembre 1987 |
| Schlüter II                                  | 10 settembre 1987 | Frode Nør Christensen (1948)              | Democratici di Centro             | 3 giugno 1988                 |                   |                   |
| Traffico                                     |                   |                                           |                                   |                               |                   |                   |
|                                              |                   | Hans Peter Clausen (1928-1998)            | Partito Popolare Conservatore     | Schlüter III                  | 3 giugno 1988     | 30 ottobre 1989   |
|                                              |                   | Knud Østergaard (1922-1993)               | Partito Popolare Conservatore     | Schlüter III                  | 30 ottobre 1989   | 8 dicembre 1990   |
|                                              |                   | Kaj Ikast (1935-2020)                     | Partito Popolare Conservatore     | Schlüter IV                   | 8 dicembre 1990   | 25 gennaio 1993   |
|                                              |                   | Helge Mortensen (1941)                    | Socialdemocrazia                  | Nyrup Rasmussen I             | 25 gennaio 1993   | 27 settembre 1994 |
|                                              |                   | Jan Trøjborg (1955-2012)                  | Socialdemocrazia                  | Nyrup Rasmussen II            | 27 settembre 1994 | 30 dicembre 1996  |
|                                              |                   | Bjørn Westh (1944)                        | Socialdemocrazia                  | Nyrup Rasmussen III           | 30 dicembre 1996  | 23 marzo 1998     |
|                                              |                   | Sonja Mikkelsen (1955)                    | Socialdemocrazia                  | Nyrup Rasmussen IV            | 23 marzo 1998     | 23 febbraio 2000  |
|                                              |                   | Jacob Buksti (1947)                       | Socialdemocrazia                  | Nyrup Rasmussen IV            | 23 febbraio 2000  | 27 novembre 2001  |
|                                              |                   | Flemming Hansen (1939-2021)               | Partito Popolare Conservatore     | Fogh Rasmussen I              | 27 novembre 2001  | 18 febbraio 2005  |
| Fogh Rasmussen II                            | 18 febbraio 2005  | Flemming Hansen (1939-2021)               | Partito Popolare Conservatore     | 12 settembre 2007             |                   |                   |
| Fogh Rasmussen II                            |                   |                                           | Jakob Axel Nielsen (1967)         | Partito Popolare Conservatore | 12 settembre 2007 | 23 novembre 2007  |
| Trasporti                                    |                   |                                           |                                   |                               |                   |                   |
|                                              |                   | Carina Christensen (1972)                 | Partito Popolare Conservatore     | Fogh Rasmussen III            | 23 novembre 2007  | 10 settembre 2008 |
|                                              |                   | Lars Barfoed (1957)                       | Partito Popolare Conservatore     | Fogh Rasmussen III            | 10 settembre 2008 | 5 aprile 2009     |
| Løkke Rasmussen I                            | 5 aprile 2009     | Lars Barfoed (1957)                       | Partito Popolare Conservatore     | 23 febbraio 2010              |                   |                   |
| Løkke Rasmussen I                            |                   |                                           | Hans Christian Schmidt (1953)     | Venstre                       | 23 febbraio 2010  | 3 ottobre 2011    |
|                                              |                   | Henrik Dam Kristensen (1957)              | Socialdemocratici                 | Thorning-Schmidt I            | 3 ottobre 2011    | 9 agosto 2013     |
|                                              |                   | Pia Olsen Dyhr (1971)                     | Partito Popolare Socialista       | Thorning-Schmidt I            | 9 agosto 2013     | 3 febbraio 2014   |
|                                              |                   | Magnus Heunicke (1975)                    | Socialdemocratici                 | Thorning-Schmidt II           | 3 febbraio 2014   | 28 giugno 2015    |
| Trasporti e costruzioni                      |                   |                                           |                                   |                               |                   |                   |
|                                              |                   | Hans Christian Schmidt (1953)             | Venstre                           | Løkke Rasmussen II            | 28 giugno 2015    | 28 novembre 2016  |
| Trasporti, costruzioni ed edilizia abitativa |                   |                                           |                                   |                               |                   |                   |
|                                              |                   | Ole Birk Olesen (1972)                    | Alleanza Liberale                 | Løkke Rasmussen III           | 28 novembre 2016  | 27 giugno 2019    |
| Trasporti                                    |                   |                                           |                                   |                               |                   |                   |
|                                              |                   | Benny Engelbrecht (1970)                  | Socialdemocrazia                  | Frederiksen I                 | 27 giugno 2019    | 4 febbraio 2022   |
|                                              |                   | Trine Bramsen (1981)                      | Socialdemocrazia                  | Frederiksen I                 | 4 febbraio 2022   | 15 dicembre 2022  |
|                                              |                   | Thomas Danielsen (1983)                   | Venstre                           | Frederiksen II                | 15 dicembre 2022  | in carica         |

### Esplicative
1. ↑  Ricopre anche la carica di Ministro dell'interno.
2. ↑  Dopo la Rivolta di agosto contro l'occupazione nazista, il primo ministro Erik Scavenius presentò le sue dimissioni il 29 agosto 1943, che vennero tuttavia respinte dal re Cristiano X di Danimarca. Nonostante quindi il governo rimanesse formalmente al potere, le sue funzioni vennero assolte dal cosiddetto Governo dei Capi dipartimento, in cui i direttori dei vari ministeri assunsero effettivamente il potere.
3. ↑  Ricopre anche la carica di Ministro per la Groenlandia dal 28 maggio 1957 al 18 novembre 1960.
4. ↑  Ricopre anche la carica di Ministro per la lotta all'inquinamento fino al 27 settembre 1973.
5. ↑  Ricopre anche la carica di Ministro per gli affari ecclesiastici.
6. ↑  Ricopre anche la carica di Ministro per gli affari culturali.
7. ↑  Dal 10 settembre 1987.
8. ↑  Ricopre anche la carica di Ministro delle comunicazioni.
9. ↑  Ricopre anche la carica di Ministro per la cooperazione nordica dal 18 giugno 2002 al 18 febbraio 2005.
10. ↑  Dal 23 novembre 2007, in precedenza Trasporti ed energia dal 18 febbraio 2005.
11. ↑  Ricopre anche la carica di Ministro per le pari opportunità.